# Lukáš Juliš
Lukáš Juliš (* 2. prosinec 1994 Chrudim) je český profesionální fotbalista, který hraje na pozici útočníka za slovenský klub MŠK Žilina. Je také bývalým českým mládežnickým reprezentantem.

## Klubová kariéra

### Sparta Praha
Odchovanec chrudimského fotbalu přišel do Sparty v roce 2009, nejvíce se však ukázal na Mistrovství světa hráčů do 17 let 2011, kde se postaral o všechny branky české reprezentace. Hned po tomto turnaji přešel do sparťanského B-týmu.
Před sezonou 2013/14 se stěhoval do prvního týmu Sparty a svůj debut v Gambrinus lize zažil 21. července 2013 v utkání proti Vysočině Jihlava (výhra Sparty 4:1). První gól v Gambrinus lize vstřelil ve svém třetím zápase, šlo o utkání na Bazalech 22. března 2014 s FC Baník Ostrava. Juliš se dostal na hřiště v 69. minutě a o 10 minut později zařídil konečnou remízu 1:1.
V sezóně 2013/14 slavil se Spartou Praha zisk ligového titulu již ve 27. kole 4. května 2014. 17. května 2014 získal se Spartou double po výhře 8:7 v penaltovém rozstřelu ve finále Poháru České pošty proti Viktorii Plzeň, i když ve finálovém duelu nenastoupil.
V lednu 2016 prodloužil svou smlouvu do roku 2020. Představil se v Evropské lize UEFA 2015/16, kde rozhodl vítězným gólem o výhře 1:0 v úvodním zápase šestnáctifinále proti ruskému celku FK Krasnodar. Trefil se i v osmifinále, v odvetě na Stadio Olimpico v Římě proti Laziu stvrdil gólem na konečných 3:0 postup Sparty do čtvrtfinále.
V sezóně 2016/17 pravidelně nastupoval ve sparťanském dresu, ve 35 zápasech vstřelil 4 branky.
V ročníku 2017/18 vypadl z A-týmu, ve kterém odehrál jen 162 minut.

#### Bohemians 1905 (hostování)
Sezónu 2018/19 strávil na hostování v Bohemians 1905. Po úvodních 10 kolech, ve kterých odehrál jen 370 minut, utrpěl zranění menisku v koleni a sezóna pro něj předčasně skončila.

#### Sigma Olomouc (hostování)
V únoru 2020 zamířil na půlroční hostování do Sigmy Olomouc. V jarní části sezony 2019/20 odehrál v dresu Olomouci jako host ze Sparty 14 soutěžních utkání, ve kterých dal deset branek.

#### Návrat do Sparty
Juliš se v létě 2020 vrátil do Sparty a znovu začal pravidelně hrát v jejím A-týmu. Byl zvolen nejlepším hráčem české nejvyšší soutěže za úvodní měsíc nové ligové sezony. V říjnu 2020 měl na svém kontě 6 ligových branek v sezóně a průběžně vedl tabulku střelců první ligy; odměnou mu bylo prodloužení smlouvy do roku 2023. V listopadu v základní skupině Evropské ligy zaznamenal hattrick v zápase proti Celticu a o tři týdny později dal skotskému celku na Letné dva góly. V průběhu sezóny 2020/21 odehrál v dresu Sparty 33 soutěžních zápasů, ve kterých vstřelil 17 branek.
V létě 2021 utrpěl zranění třísel v přípravném utkání s Líšní a v průběhu následující sezóny stihl nastoupit jen do 4 utkání s A-týmem; v dubnu a květnu 2022 nastupoval za sparťanský B-tým. V podzimní části sezóny 2022/23 pod trenérem Brianem Priskem nastupoval sporadicky a následně požádal klub o přestup.

### Ibiza
Juliš přestoupil v lednu 2023 z pražské Sparty do UD Ibiza. S druholigovým španělským klubem se domluvil na angažmá do konce sezony. Za Ibizu se ve 13 duelech střelecky prosadil jednou.

### Sigma Olomouc
Juliš se po půlročním angažmá ve Španělsku vrátil v létě 2023 do české ligy, po třech letech opět oblékl dres Olomouce. Na Hané podepsal dvouletou smlouvu. V průběhu podzimní části sezóny 2023/24 se rychle stal klíčovým hráčem Olomouce, vstřelil 9 branek a patřil k nejlepším ligovým střelcům. V začátku sezóny 2024/25 utrpěl zranění kolene, které ho vyřadilo ze hry na téměř celou sezónu. Na jejím konci mu vypršela smlouva.

### MŠK Žilina
V létě 2025 přestoupil do Žiliny jako volný hráč. Podepsal dvouletý kontrakt.

## Reprezentační kariéra
Juliš je bývalým mládežnickým reprezentantem ČR. Zúčastnil se Mistrovství světa hráčů do 17 let 2011 v Mexiku, kde vstřelil oba góly svého týmu na turnaji. ČR byla vyřazena již v základní skupině D po 1 výhře a 2 porážkách.
Trenér Vítězslav Lavička jej v červnu 2017 vzal na Mistrovství Evropy hráčů do 21 let v Polsku. Český tým obsadil se třemi body 4. místo v základní skupině C.